# Recorregut (matemàtiques)

és una funció des del domini X al codomini Y. El petit oval dins la Y és la imatge de. A vegades el "recorregut" es refereix al codomini i a vegades a la imatge.

Si un punt {\displaystyle (a,b)} pertany a la gràfica d'una funció, això significa que la funció relaciona el valor a, de la variable independent, amb el valor b de la dependent.

El domini d'una funció f(x), és el conjunt de tots els valors que agafa la variable independent, és a dir, el conjunt de totes les imatges. El representem amb Dom f.
El recorregut d'una funció f(x) és el conjunt de tots els valors que agafa la variable dependent. El representem amb Im f

## Exemples
{\displaystyle f(x)={\frac {1}{x}}}
Domini: La funció no existeix per a {\displaystyle x=0}, perquè no podem dividir entre 0. Com que podem dividir entre qualsevol altre nombre, el domini és tots els nombres reals menys zero: {\displaystyle {\text{Dom }}f=\mathbb {R} -\{0\}}
Recorregut: En aquesta funció, la variable Y no agafa mai el valor 0 perquè no hi ha cap valor de x que compleixi que {\displaystyle {\frac {1}{x}}=0}. Com que d'aquesta divisió en podem obtenir qualsevol altre nombre, el recorregut és qualsevol valor tret del zero: {\displaystyle {\text{Im }}f=\mathbb {R} -\{(0\}.}
Sia la funció f definida sobre el conjunt dels nombres reals:
{\displaystyle f\colon \mathbb {R} \rightarrow \mathbb {R} }
Definida com a
{\displaystyle f(x)=x^{2}.}
El codomini de f és ℝ, i f pren tots els valors no negatius però mai pren valors negatius i, per tant, el recorregut és de fet el conjunt dels nombres reals no negatius, és a dir l'interval [0,∞):
{\displaystyle 0\leq f(x)<\infty .}
Ara, sia g una funció sobre el conjunt dels nombres reals:
{\displaystyle g\colon \mathbb {R} \rightarrow \mathbb {R} }
Definida com a
{\displaystyle g(x)=2x.}
En aquest cas la imatge de g és igual a ℝ, el seu codomini, donat que, per a qualsevol nombre real y,
{\displaystyle g(y/2)=y.}
En altres paraules, g és una funció exhaustiva a ℝ, que vol dir que el seu recorregut és igual al seu codomini.